# Narraga kasyi
Narraga kasyi är en fjärilsart som beskrevs av Moucha 1957. Narraga kasyi ingår i släktet Narraga och familjen mätare. Inga underarter finns listade i Catalogue of Life.